# Salle Oor
De Salle Oor (Zaal Oor) was een galerie in Antwerpen die bestond tijdens het interbellum. Directeur was J. Oor.
Het adres was Leopoldstraat 35, Antwerpen.

## Uit het tentoonstellingspalmares
- 1924: Josine Souweine
- 1924: Edouard Mallentjer
- 1924: Edmond De Maertelaere
- 1925: M. Van Humbeeck-Piron
- 1925: Alfred Martin
- 1925: Em. Van Kerckhoven
- 1925: E. Rottie
- 1925: Frans Vandenbroucke
- 1925: Privat Livemont
- 1925: Vital Keuller
- 1925: Leopold Haeck
- 1925: Edwin Ganz
- 1925: Willem Battaille
- 1925: Victor Wagemaeckers
- 1925: J. Christin
- 1925: Carl Nys
- 1926: F. Rousseaux
- 1926: Hagemans (postuum)

- 1926: Julius Brouwers
- 1926: Giljom Ballewijns
- 1926: C. Biron
- 1926: L. Jamin
- 1926: Fabry en Massart
- 1926: François Nicot
- 1926: Edgard Breyne
- 1926: P. De Wit
- 1926: Jules Postel
- 1927: Paul Joostens
- 1928: Henri Moreau
- 1930: Vital Keuller
- 1931: Jan Claessens
- 1931: Alphonse Mora
- 1930: Alfons Annys